# Māsāl (kommunhuvudort i Iran)
Māsāl (persiska: بازار ماسال, Bāzār-e Māsāl, ماسال) är en kommunhuvudort i Iran.   Den ligger i provinsen Gilan, i den nordvästra delen av landet, 270 km nordväst om huvudstaden Teheran. Māsāl ligger 61 meter över havet och antalet invånare är 10 992.
Terrängen runt Māsāl är varierad. Runt Māsāl är det ganska tätbefolkat, med 134 invånare per kvadratkilometer. Māsāl är det största samhället i trakten. Trakten runt Māsāl består till största delen av jordbruksmark.